# Gastronomia del Perú
La gastronomia del Perú és la pròpia d'aquest país andí. Té els seus arrels en la cuina dels molts pobles originaris de la regió, com ara les cultures inca, chincha, etc. Aquest origen precolombí, amb l'arribada dels conquistadors castellans i la seva gastronomia primer (a més a més de la gastronomia dels africans duts a Amèrica com esclaus) i amb l'arribada dels diferents corrents migratòries després (fonamentalment de la comunitat xina i la seva gastronomia), va sofrir un important procés de mestissatge cultural fins a arribar, avui dia, a ser una de les cuines més variades del món.

## Galeria

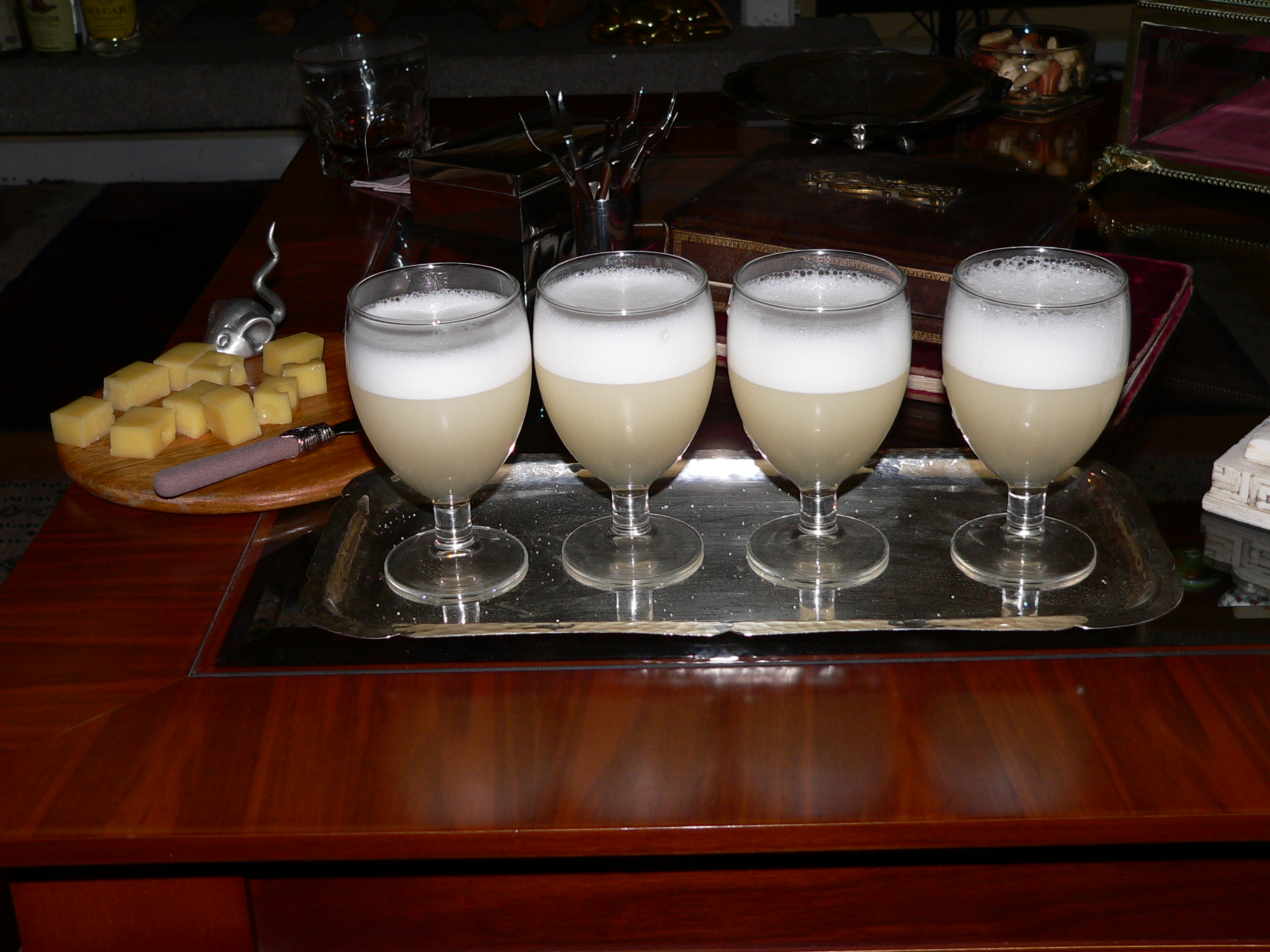
Benvinguda amb Pisco sour.
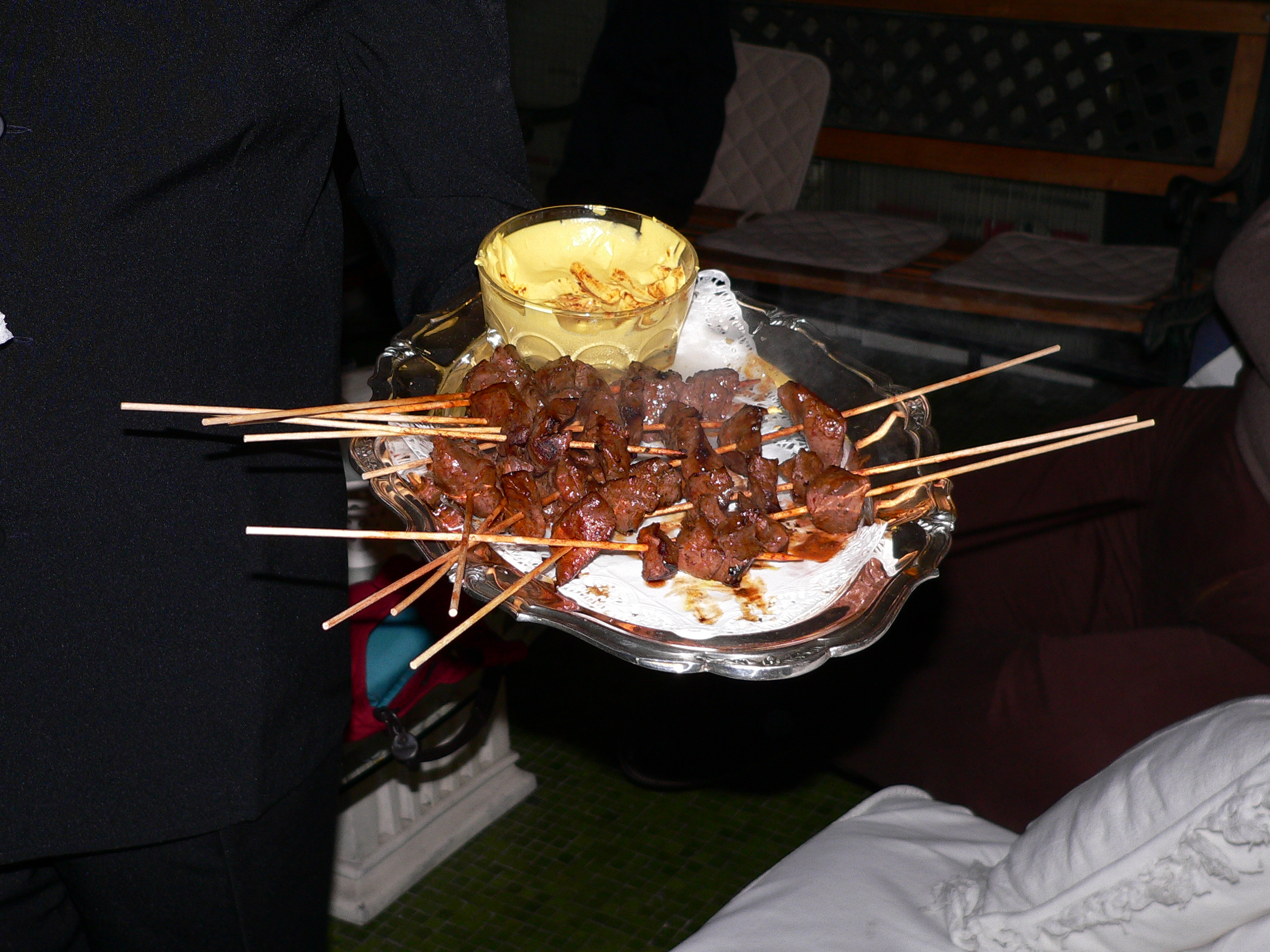
Anticuchos.
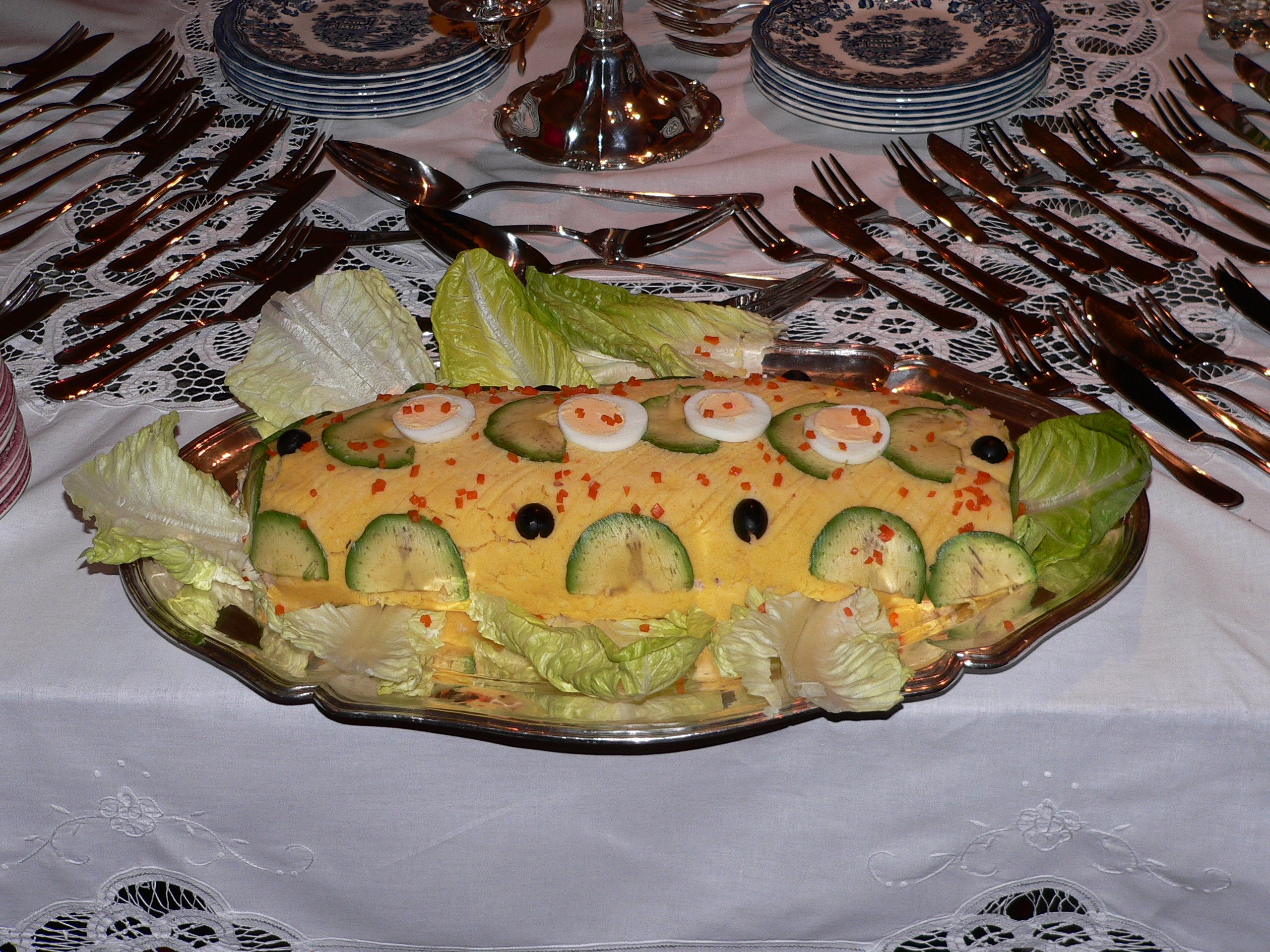
Causa a la limeña.
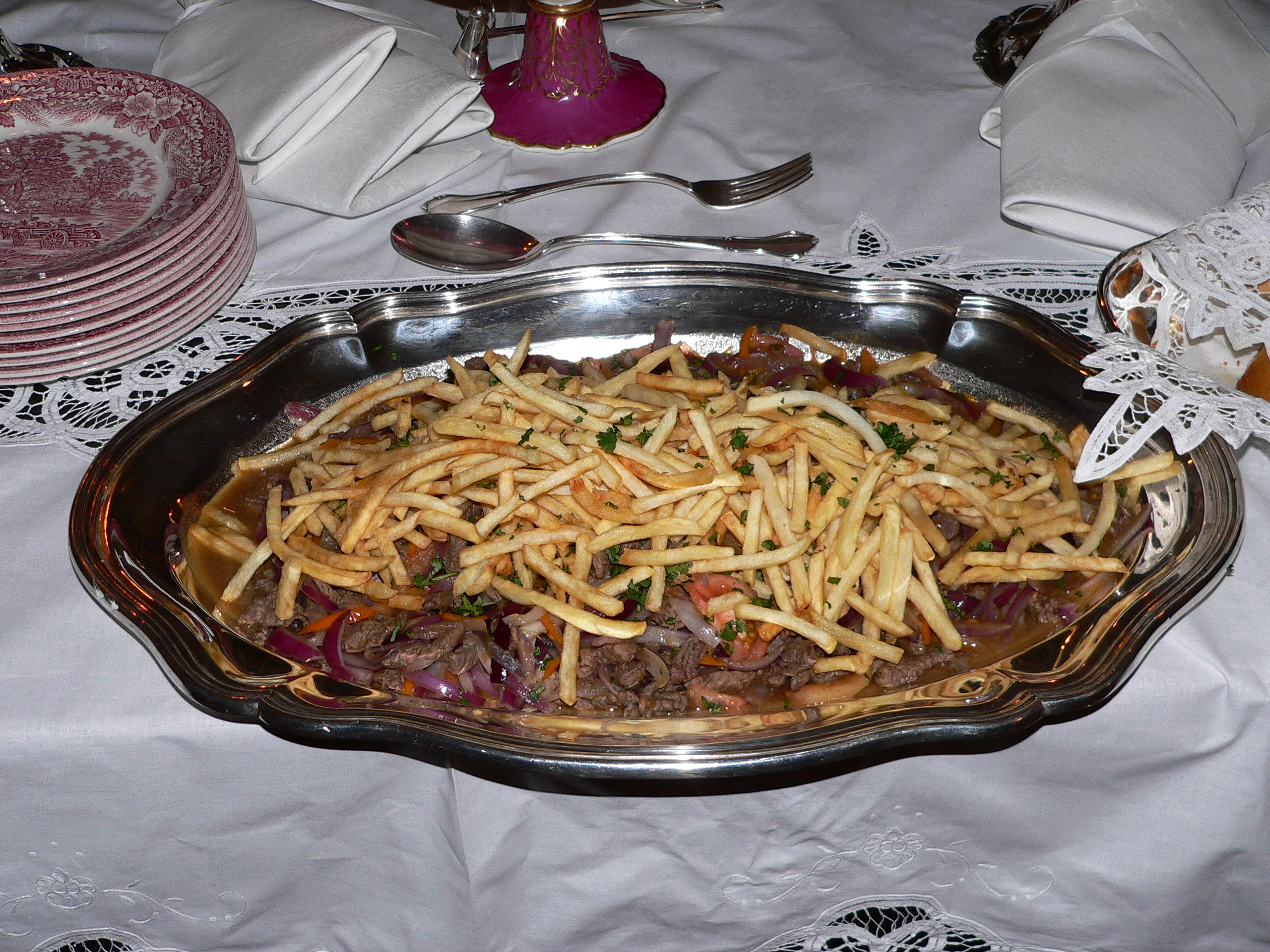
Lomo saltado.
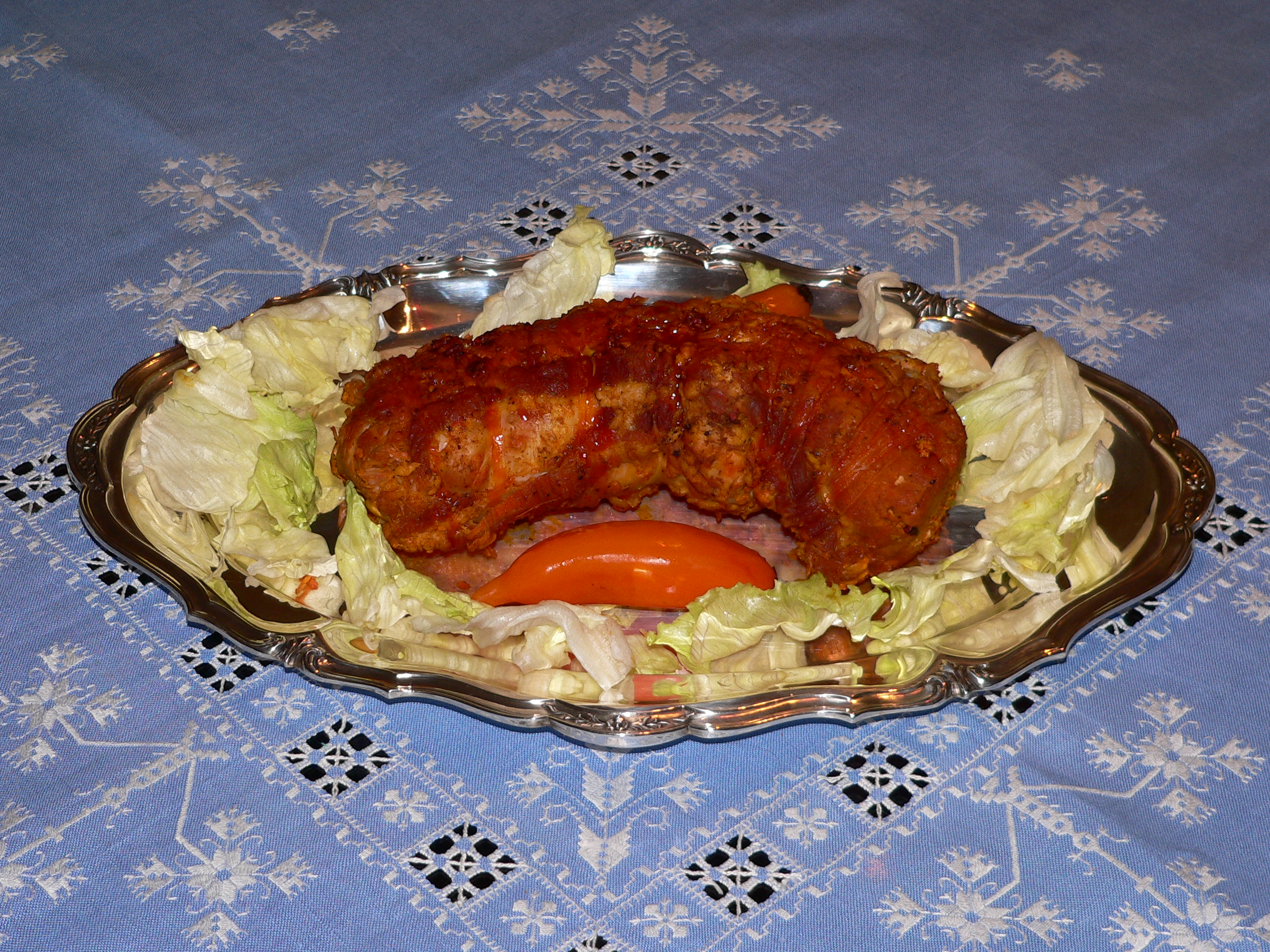
Jamón del país.
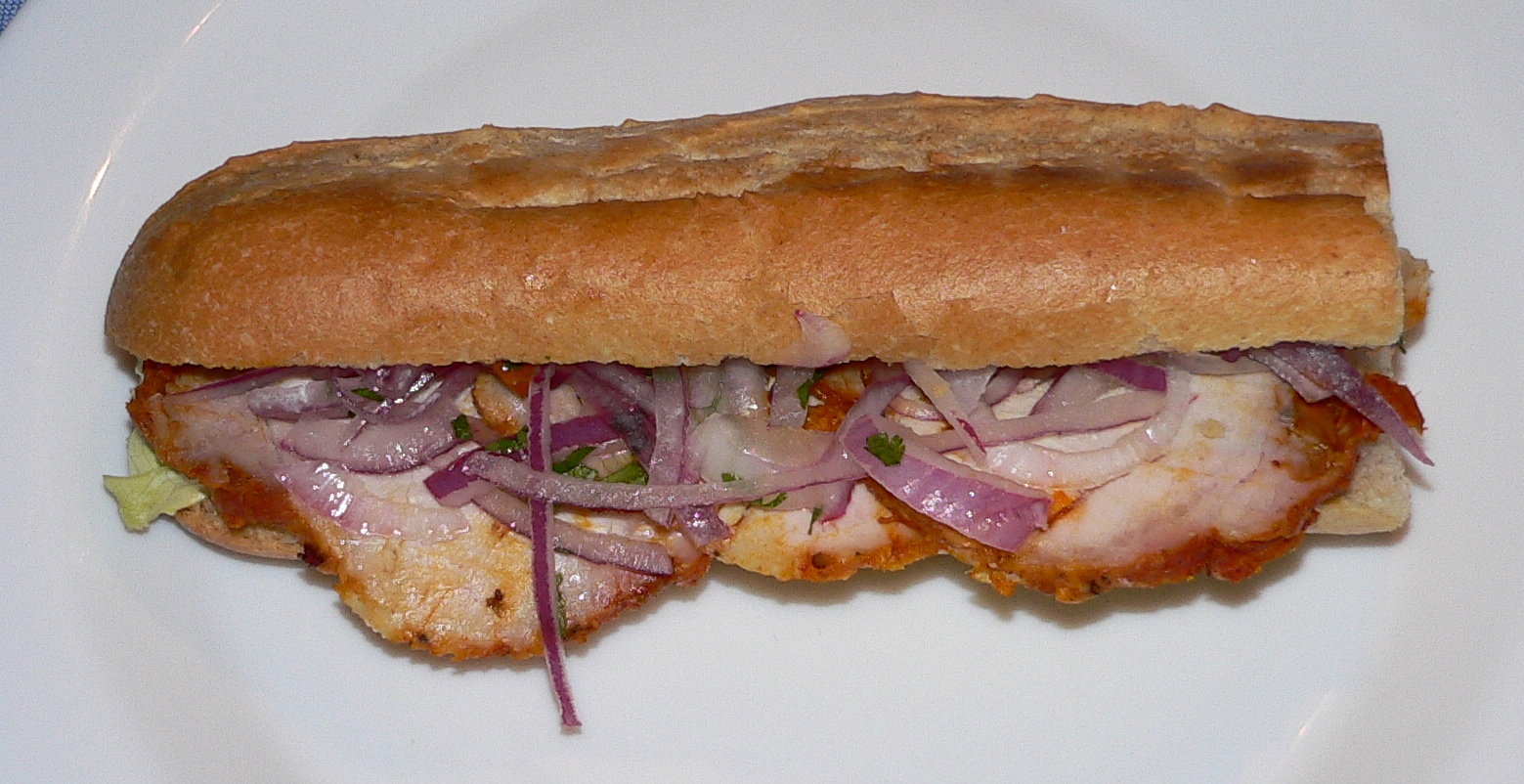
Butifarra del Perú.
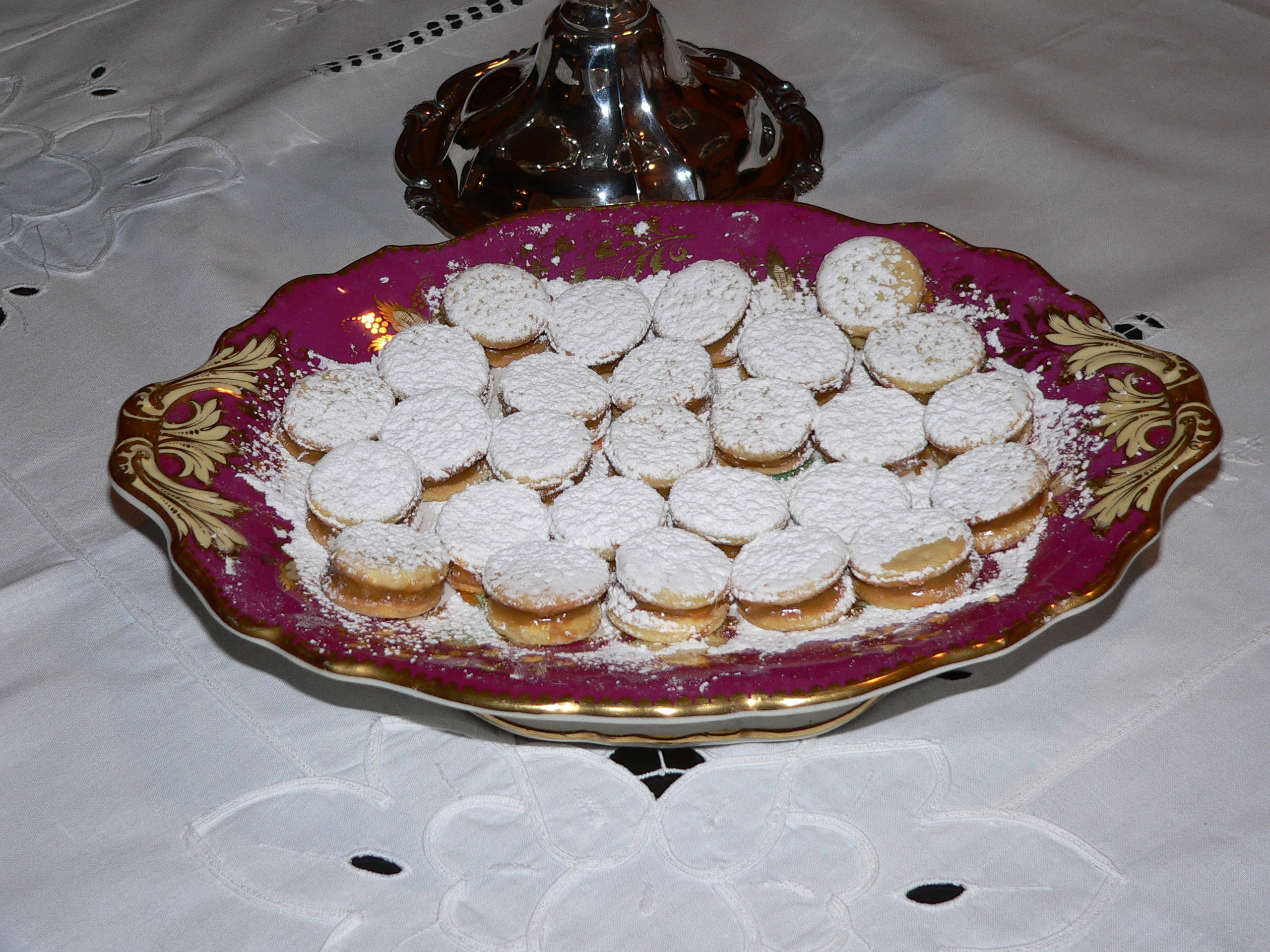
Alfajores peruans.